# Trenkwalder Group
Trenkwalder Group AG er et østrigsk vikar- og rekrutteringsbureau med hovedkvarter i Wien. Virksomheden er tilstede i 14 europæiske lande og har over 200 afdelinger. Trenkwalder er markedsledende i Østrig og Ungarn. I alt har Trenkwalder 35.000 ansatte. Siden 2011 har virksomheden været en del af Droege Group. Richard Trenkwalder gundlagde virksomheden i 1985 i Schwadorf, Niederösterreich.